# Venas circunflejas femorales mediales
Las venas circunflejas femorales mediales son venas satélites que acompañan a la arteria circunfleja interna o circunfleja posterior y desembocan en la vena femoral o la vena femoral profunda.

## Imágenes adicionales

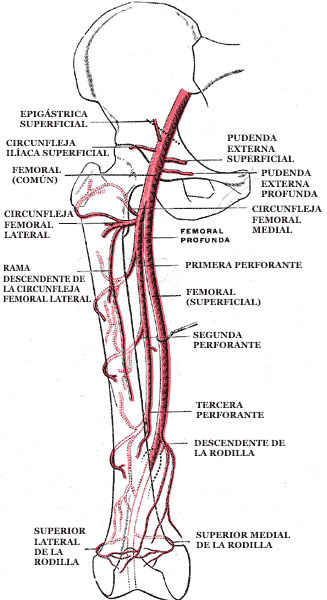
Arteria femoral y otras arterias derivadas - muslo derecho, vista anterior. La arteria circunfleja femoral lateral y la arteria circunfleja femoral medial están señaladas.
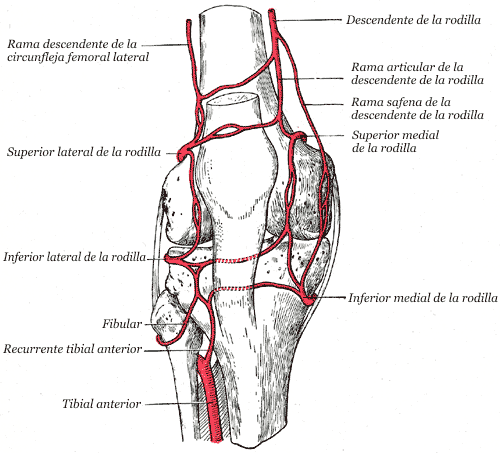
Anastomosis circumpatelar. La rama descendente de la arteria circunfleja femoral lateral es visible arriba y a la izquierda.